# فاطمه امینی

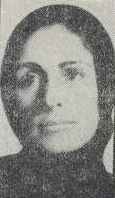
پرتره ای از فاطمه امینی / روزنامه کیهان

فاطمه امینی (درگذشته ۲۵ مرداد ۱۳۵۴) اولین زن کشته شدهٔ سازمان مجاهدین خلق بود. وی به‌عنوان الگوی زنان مجاهد شناخته شد و نماد ایستادگی و وفاداری به سازمان و همرزمانش بود.

## زندگی
فاطمه امینی در مشهد و در خانواده ای مذهبی متولد شد. وی زندگی مبارزاتی خود را از سال ۱۳۴۱ وقتی که در دانشکده ادبیات مشهد مشغول تحصیل بود آغاز کرد و در سال ۱۳۴۳ از دانشگاه فارغ‌التحصیل شد و به تدریس ادبیات در دبیرستان‌های دخترانه مشهد مشغول گردید. در دانشگاه «انجمن اسلامی بانوان» را تشکیل داد و در آن با سایر دختران دانشجوی عضو انجمن، قرآن و کتب عقیدتی می‌خواندند. در سال ۴۹ با منصور بازرگان (از اعضای کادر مرکزی سازمان مجاهدین خلق) ازدواج کرد و از مشهد به تهران رفت. او از سال ۱۳۴۹ به‌طور رسمی وارد سازمان مجاهدین خلق شد. دو سال بعد که منصور بازرگان دستگیر شد وی معلمی را رها کرد و به مبارزه روی آورد. فاطمه امینی از سال ۱۳۵۰ تا بازداشتش در سال ۱۳۵۳ یکی از سازمان دهندگان خانواده‌های مجاهدین زندانی بود.
وی در تابستان ۵۳ زندگی مخفی خود را شروع کرد و همچنین در ملاقات با زندانیان مجاهد، عامل انتقال و رد و بدل اخبار جنبش میان داخل زندان و بیرون زندان بود. در چند مورد نیز بررسیها و شناسایی‌هایی در مورد امکان فرار از زندان به‌عمل آورد که به نتیجه نرسید. فاطمه امینی ضمن تماسهایی که با خانواده‌ها داشت در مدت کوتاهی توانسته بود امکانات پشت جبهه تازه و وسیعی برای سازمان فراهم سازد که تأثیر به‌سزایی در تثبیت و رشد سازمان مجاهدین در شرایط بعد از ضربه شهریور ۵۴ (تغییر ایدئولوژی اسلامی سازمان به مارکسیست) داشت. فاطمه یکی از کسانی بود که با تغییر ایدئولوژی در برابر مارکسیست مقاومت کرد و منتقد جدی تغییر ایدئولوژی بود. فاطمه سرانجام در اسفند ۱۳۵۳ بر سر یک قرار لو رفته‌ای که با یک سمپات داشت دستگیر و روانه زندان شد. سیمین صالحی همسر بهرام آرام و از اعضای سازمان با فاطمه هم‌بند بود.

## مرگ
فاطمه امینی در ۲۵ مرداد ۵۴ درگذشت.